# Lac Kaaciniwakamacik
Lac Kaaciniwakamacik är en sjö i Kanada.   Den ligger i regionen Lanaudière och provinsen Québec, i den sydöstra delen av landet, 230 km nordost om huvudstaden Ottawa. Lac Kaaciniwakamacik ligger 465 meter över havet. Arean är 0,36 kvadratkilometer. Den sträcker sig 0,9 kilometer i nord-sydlig riktning, och 0,8 kilometer i öst-västlig riktning.
I omgivningarna runt Lac Kaaciniwakamacik växer i huvudsak blandskog. Trakten runt Lac Kaaciniwakamacik är nära nog obefolkad, med mindre än två invånare per kvadratkilometer.